# Neue Schriften, Gesellschaft Naturforschender Freunde zu Berlin
Neue Schriften, Gesellschaft Naturforschender Freunde zu Berlin (abreviado Neue Schriften Ges. Naturf. Freunde Berlin) fue una revista con ilustraciones y descripciones botánicas que fue publicada en Berlín desde 1795 hasta 1805, publicándose los números 1 al 4. Fue precedida por Schriften der Gesellschaft Naturforschender Freunde zu Berlin y reemplazada por Magazin für die neuesten Entdeckungen in der gesammten Naturkunde, Gesellschaft Naturforschender Freunde zu Berlin.